# Jouni Räsänen
Jouni Räsänen (Kuopio, 29 januari 1970) is een voormalig profvoetballer uit Finland, die speelde als verdediger. Hij beëindigde zijn actieve loopbaan in 2000 bij de Finse club FC Haka.

## Interlandcarrière
Räsänen kwam in totaal twee keer (geen doelpunten) uit voor de nationale ploeg van Finland. Hij maakte zijn debuut onder leiding van de Deense bondscoach Richard Møller-Nielsen op 3 februari 1999 in de vriendschappelijke wedstrijd in Larnaca tegen Griekenland (1-2), net als Ville Priha, Jani Viander, Janne Salli en Matti Hiukka. Hij moest in dat duel na 88 minuten plaatsmaken voor Salli.

## Erelijst
FC Haka Valkeakoski
- Veikkausliiga

1999, 2000
- Suomen Cup

1997